# Expedición del Solide

Itinerario de la expedición: 1. Marsella, 2. islas de Cabo Verde, 3. Islas Marquesas, 4. archipiélago Alexander, îles de la Reine-Charlotte, isla de Vancouver, 5. Hawaï, 6. Macao, 7. isla Mauricio

La expedición del Solide (1790-1792) fue la segunda circunnavegación realizada con éxito por los franceses después de la de Louis Antoine de Bougainville. Es poco conocida, principalmente porque tenía fines comerciales: el comercio de pieles entre la costa Noroeste de América y China.
La expedición fue liderada por Étienne Marchand (1755-1793), un capitán naval francés, nacido en La Ciotat, que comandaba Le Solide, un barco fletado por los hermanos Jean y David Baux. Comercialmente, la expedición fue un fracaso aunque fue un valioso testimonio de la vida de los polinesios y los nativos americanos de la época y contribuyó al conocimiento de las islas Marquesas y también cartografió con precisión algunas zonas de la costa Noroeste de América del Norte.

## Preparación de la expedición

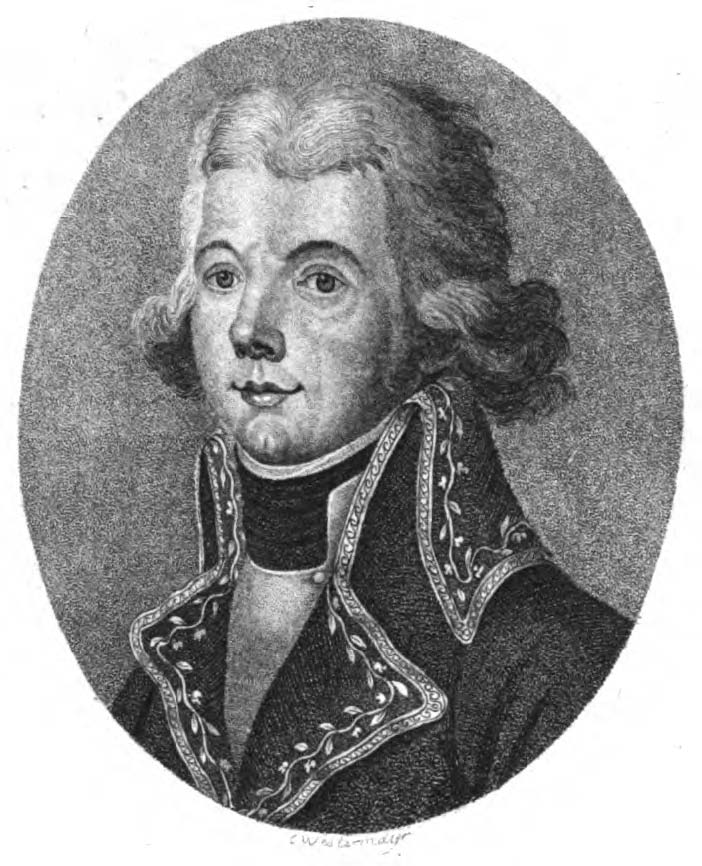
Étienne Marchand joven (fotografía en blanco y negro de un grabado de 1805)

Marchand nació en 1755 en la isla de Granada, en las Antillas. En 1789 ya era capitán de un buque mercante y regresaba de Bengala, donde estuvo involucrado en el negocio de las especias y del té. Durante una escala en la isla de Santa Elena, se encontró con Nathaniel Portlock, otro comerciante, antiguo compañero de James Cook, quien regresaba del comercio de pieles en la costa Noroeste de América del Norte.
Este comercio se había iniciado durante el último viaje del explorador británico. Cook había acumulado pieles de nutrias de mar en las costas de la actual Columbia Británica y de Alaska, y había emprendido la travesía del océano Pacífico. Después de su muerte en las islas Hawái, su tripulación continuó el viaje a China, donde vendieron las pieles con gran provecho, ya que los mandarines querían la piel de nutria para sus vestidos de la corte. Una vez de vuelta en Occidente, los marineros de Cook dieron a conocer su buena fortuna, y eso atrajo la atención de los armadores de buques que montaron expediciones comerciales privadas para el comercio de pieles.
Cuando Étienne Marchand llegó a Marsella estaba buscando inversores para lanzarse en la aventura de la piel. Encontró a los hermanos Jean y David Baux, que hicieron construir rápidamente una nave para la ocasión: Le Solide (El Sólido), de veintitrés metros de largo y ocho de ancho, revestido con cobre, de trescientas toneladas y que albergaba una tripulación de cincuenta hombres. Marchand era el capitán. Navegaban con él sus segundos, Pierre Masse y Prosper Chanal y el cirujano Claude Roblet. Ya en junio de 1790, el Solide estaba listo para navegar. Pero los incidentes que estallaron entre el Reino Unido y España, que reclamaban ambos la bahía de Nutca, en el centro de la esfera del comercio de pieles, aconsejaron a Marchand a retrasar la salida.

## El viaje
Finalmente, el 14 de diciembre de 1790 el buque abandonó el puerto de Marsella dando comienzo el viaje.
Después de reavituallarse en las islas de Cabo Verde, Marchand arribó a la isla de Tenerife en enero, donde calcula que la distancia a la que es visible el Pico de Tenerife desde el mar-35 o 36 leguas, se afirma viniendo desde el Norte, aunque se añade que teniendo presente la altitud calculada por Borda, debe de verse desde 43 leguas marinas . Contorneó el continente sudamericano por el cabo de Hornos sin tocar tierra una sola vez. Pero necesitaba reabastecerse de agua potable. En lugar de abordar el continente, optó por trasladarse a las Islas Marquesas, cuya posición era conocida después de haber sido descubiertas por el español Álvaro de Mendaña en 1595 y más recientemente en el segundo viaje de James Cook en 1774. Llegaron al archipiélago el 12 de junio de 1791 y dos días después, echaron el ancla en la bahía de Madre de Dios, en la isla de Tahuata, donde se encontraron y comerciaron con los marquesanos.
El 20 de junio, el Solide partió de nuevo hacia el norte. Al día siguiente llegó a la vista de una isla que no figuraba en ningún mapa. Marchand creyó haber descubierto una nueva tierra, ignorando que dos meses antes, el navegante estadounidense Joseph Ingraham navegaba en las mismas aguas. Era la isla de Ua Pou, que los estadounidenses habían llamado Adams —por el político y 2.º presidente de los EE. UU., John Adams—, y que Marchand bautizó con su propio nombre. Sin embargo, Ingraham no había desembarcado. Marchand ancló frente a la costa oeste de la isla, mientras envió a su segundo Masse a tierra en la bahía de Vaieo. Este fue el primer contacto entre un occidental y los marquesanos de esa isla, y el nombre escogido por Étienne Marchand para este accidente, Bahía de la Buena Acogida («Baie du Bon Accueil») demuestra que este encuentro fue propicio. Al día siguiente, Marchand también decidió ir él mismo a tierra, esta vez en la bahía de Hakahetau. Allí tomó posesión de la isla en nombre del rey Luis XVI y llamó a la bahía «Baie de la Possession».
Después de Ua Pou, descubrió las otras islas del grupo norte de las islas Marquesas, Nuku Hiva, Ua Huka, Hatu Iti, Eiao y Hatutu. Marchand les da nombres de su expedición, respectivamente Île Baux en honor de sus financieros, Île du Solide, Deux Frères, porque Hatu Iti se compone de dos pequeñas islas, Masse y Chanal. El conjunto de estas islas se llamó Îles de la Révolution (islas de la Revolución), que estaba en pleno apogeo cuando salió de Marsella.
Reaprovisionado, Marchand dejó las Marquesas para ir hacia América del Norte. Pero el verano estaba demasiado avanzado y decidió, cerca de Sitka, no ir más al norte. Allí comerció con las tribus tlingit, a los que compró más de un centenar de pieles de nutria de mar. El cirujano Roblet observó signos de viruela en la población, que en los últimos años había establecido contactos con los rusos —que se estaban implantando poco a poco en Alaska— y con otros marinos occidentales.
Marchand decidió entonces ir hacia el sur para continuar comerciando. El 22 de agosto, el  Solide  llegó al archipiélago de las islas de la Reina Carlota. Envió a su segundo, Chanal, a reconocer las islas a bordo de una barcaza. Exploró la región, nombrando algunos lugares que todavía existen hoy en día, tales como Port Louis y Port Chanal. Pero no encontró muchos haidas, los nativos americanos que vivían en esa región, y se le hizo entender que estaban de caza. Eso, más el hecho de que los descubrió vestidos con ropas occidentales, le llevó a pensar que otros comerciantes habían estado allí antes que él y que habían conseguido las pieles disponibles. El último en hacerlo, dos meses antes, debía de haber sido Joseph Ingraham, que les había precedido en las Marquesas.
El capitán decidió no permanecer más tiempo en estas aguas y siguió aún más al sur. Llegó a la isla de Vancouver el 4 de septiembre, donde todavía consigue algunas pieles antes de partir a China el día 8 de ese mismo mes. El Solide cruzó rápidamente el Pacífico en once semanas, vía el archipiélago de Hawaii.

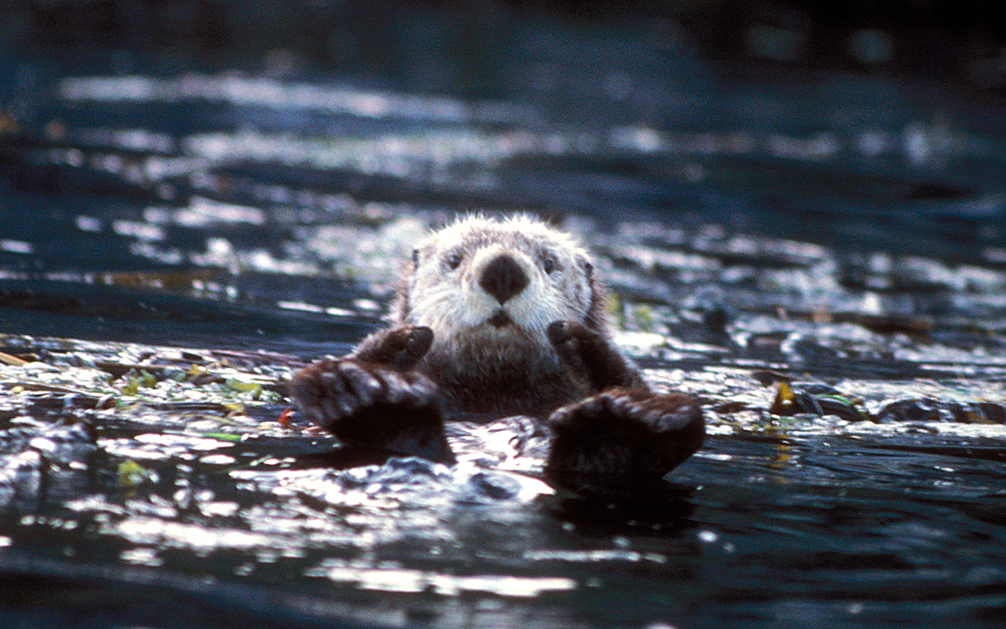
La nutria marina, el propósito de la expedición

El 25 de noviembre Étienne Marchand llegó a Macao. Descubrió que otros barcos occidentales también habían llegado como él para vender sus pieles. Entre ellos, Joseph Ingraham, a quien sin saberlo, había seguido en muchas partes del Pacífico. El estadounidense estaba enfermo y el cirujano Claude Roblet fue enviado al Hope para tratarlo. Todos estos comerciantes están bloqueados en la misma situación, tras un acuerdo entre la zarina Catalina II de Rusia y el emperador de China Qianlong, que había ordenado que la importación de pieles estaría reservada exclusivamente para los rusos. En lugar de esperar a una posible recuperación, los franceses prefirieron regresar con sus pieles a Europa. Se hacen de nuevo al mar el 6 de diciembre.
El Solide había resistido ya algunas tormentas, y después de un año de navegación echó las anclas para hacer una reparación en la isla de Francia (ahora Mauricio, entonces francesa), donde permaneció once semanas. Finalmente, estaba de regreso en Marsella el 30 de agosto de 1792, veinte meses después de salir de Francia. Pero la situación que Marchand descubrió era incluso peor que la de Macao: la Revolución había derivado hacia El Terror, y un cargamento de pieles, bienes destinados a los ciudadanos nobles o adineradas, no era bien visto. Los hermanos Baux, propietarios de las pieles, se las hicieron confiscar en Lyon.
Étienne Marchand fue, sin embargo, recibido con honores: el gobierno le ofreció el mando de un buque de guerra y los marsellese el de la Guardia Nacional. Pero Marchand prefirió rechazar. Habría preferido retirarse a las islas Mascareñas, lejos de la metrópoli y de su Revolución, donde murió el 15 de mayo de 1793 en la isla Bourbon (hoy isla de La Réunion).
El cirujano del Solide, Claude Roblet, siguió el mismo camino, estableciéndose en Mauricio, donde todavía hay descendientes en la isla. Esta versión de la muerte de Marchand todavía se disputa hoy, ya que una carta post-mortem se encontró en los archivos del departamento de Bouches-du-Rhône.
En cuanto a las pieles, la finalidad de la expedición, finalmente fueron devueltas a los hermanos Baux, pero apolilladas a causa de las malas condiciones en que fueron almacenadas.

## Balance de la expedición

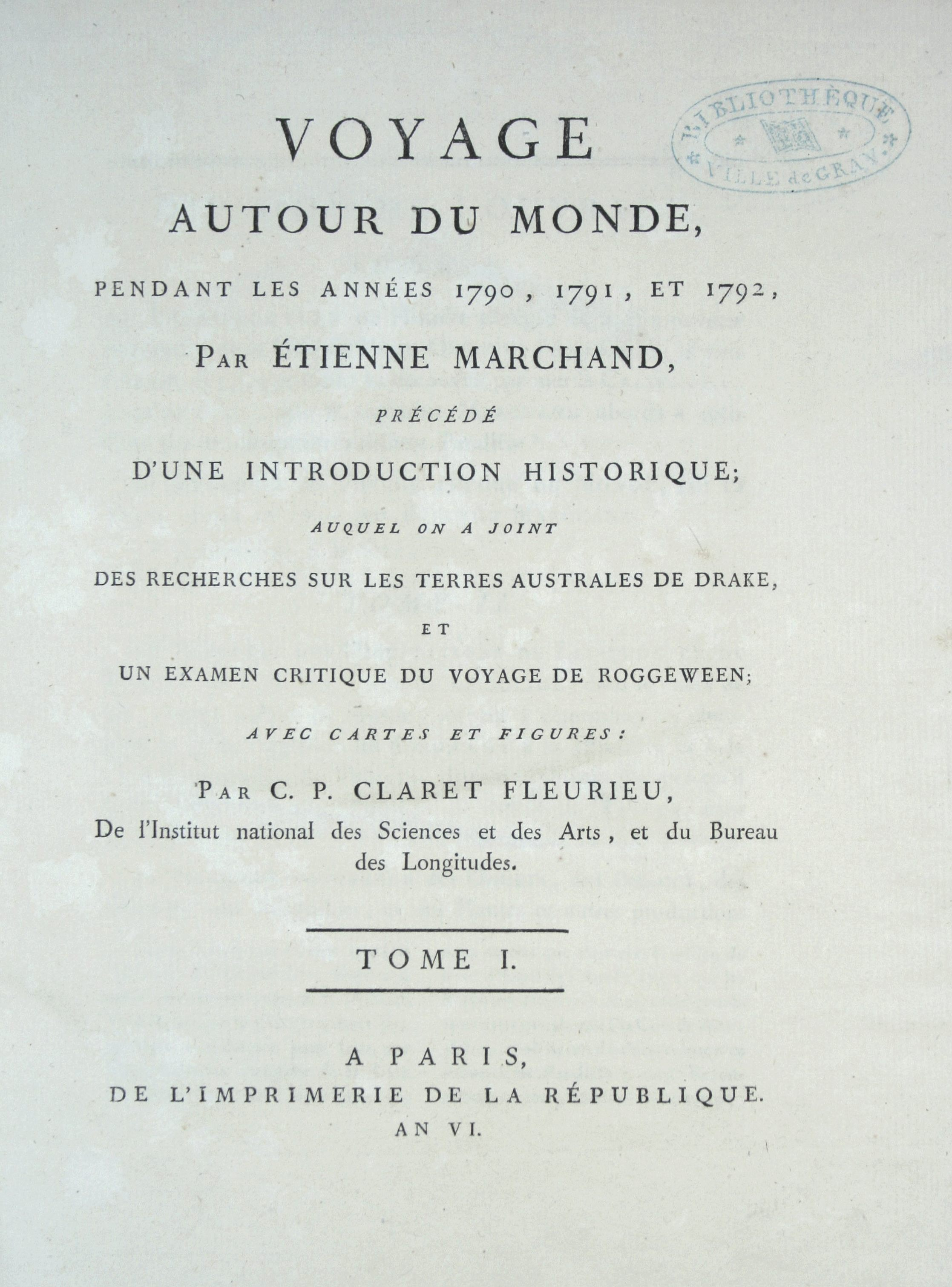
Viaje de Etienne Marchand de Fleurieu (ejemplar de la biblioteca patrimonial de Gray)

Desde un punto de vista financiero, el viaje fue un completo fracaso. El contexto internacional fue particularmente desfavorable para la empresa: demasiada competencia con otros marinos occidentales y rusos, la prohibición del comercio con los chinos, y la Revolución a su regreso a Francia...
Sin embargo, fue un éxito de un punto desde el punto de vista científico. Los diarios de viaje de Chanal y Roblet permitieron conocer mejor ciertos pueblos, los marquesanos de Ua Pou, los tlingit de Sitka y los haidas de las islas de la Reina Carlota, y son un valioso testimonio de la vida de los polinesios y los nativos americanos de la época. Chanal también cartografió con precisión la costa suroeste de la isla Graham, y el conocimiento geográfico de las islas Marquesas y de la costa Noroeste de América del Norte progresó mucho.
En cuanto a la navegación, también fue un éxito, con un viaje muy rápido para la época: veinte meses, con sólo dieciséis de navegación, todo ello sin cronómetro de marina para medir la longitud. Una única muerte acaeció, de un ataque de apoplejía.
A su regreso, el Journal de bord [cuaderno de bitácora] de Marchand permaneció ignorado, mientras que Charles Pierre Claret de Fleurieu dio a conocer en 1798 el viaje del Solide a partir del Journal du Second de Chanal y del de Roblet. Fleurieu, que había preparado la expedición de La Perouse, reescribió el viaje del Solide, añadiendo sus propios comentarios.